# Dura al-Qar'
Dura al-Qar' ou Dura al-Qari'a, en arabe : دير قديس, est un village du gouvernorat de Ramallah et Al-Bireh en Palestine. Il est situé à 6,6 km au nord-est de Ramallah et au centre de la Cisjordanie.
Selon le recensement du bureau central palestinien des statistiques, la localité compte une population de 3 032 habitants en 2017.